# Tenosique de Pino Suárez
Tenosique de Pino Suárez, Tenosique – miasto na południu meksykańskiego stanu Tabasco, siedziba władz gminy Tenosique. Miasto położone jest w odległości około 160 km na południe od wybrzeża Zatoki Meksykańskiej oraz około 200 km na południowy wschód od stolicy stanu Villahermosa, niedaleko granicy ze stanem Chiapas oraz około 40 km na północ od granicy z Gwatemalą. Teapa położone jest nad jedną z największych rzek Meksyku - Usumacinta. W 2005 roku ludność miasta liczyła 31 392 mieszkańców.